# T-Bone (Skaband)
T-Bone (auch: Tbone, thailändisch ทีโบน) ist eine der bekanntesten thailändischen Ska- und Reggaebands.

## Geschichte
T-Bone wurde von Studienkollegen 1982 gegründet. Nakarin Teerapenun, der Bruder des Frontmanns Jesada, kam später hinzu und gab der Band auf die Frage nach dem Bandnamen spontan den Namen der Jeansmarke seines Bruders.
Zu Beginn spielte die Band in Clubs und Bars vorwiegend Coverversionen von Bob Marley, dessen Musik auch manchem Einheimischen ein Begriff war. Zu den Konzerten kamen aber vorwiegend westliche Touristen, die die Lieder von Bob Marley kannten. T-Bone war viele Jahre lang die einzige Band, die auch Skamusik spielte. Die thailändische Skaszene entwickelte sich erst später.
1992 erhielt die Band einen Plattenvertrag beim thailändischen Label Muzer und veröffentlichte das erste Album Thon Hen Tong Fah Nun Mai? (in etwa: „Hast du jemals den Himmel gesehen?“). Mit dem gleichnamigen Titelsong, der auch im Radio gespielt wurde und in den nationalen Charts einzog, erfuhr die Band erste Bekanntheit. Allerdings stammte weder Text noch Noten des Popsongs aus der eigenen Feder der Band. Auch das bei Muzer produzierte Studioalbum von 1993 und das 1994 dort erschienene Livealbum hatten wenig mit jamaikanischem Reggae zu tun. T-Bone brachte in den 1980er Jahren zwar den Reggae nach Thailand, genießt aber durch den Abstecher in die Popmusik in den 1990er Jahren bei den einheimischen Rastafaris weniger Einfluss als Job Bunjob und seine Band Job 2 Do.
T-Bone stand bereits mit INXS, UB40, Tokyo Ska Paradise Orchestra, The Skatalites, Ska Cubano, Little Roy, Winston Francis, Prince Fatty und The Beat auf der Bühne. Auf Empfehlung von The Beat trat T-Bone als erste thailändische Musikformation auf dem Glastonbury Festival (2005 und 2007), auf einem WOMAD-Festival (2007) und beim internationalen Ska- und Reggaeevent The Smiley Fest (2009) auf.
Alle Bandmitglieder musizieren nebenberuflich.

## Diskografie (Auswahl)
- 1992: จังหวะนี้ใจดีเข้ากระดูกดำ (Album, Muzer Records)
- 1993: คุณนายสะอาด (Album, Muzer Records)
- 1994: เล็ก ชิ้น สด (Live-Album, Muzer Records)
- 1997: Kord (กอด, „Umarmung“) (Album, Sony)
- 2005: Enjoy Yourself (Album)
- 2007: Palmy Meets T-Bone - in Flower Power Concert (Live-Video-CD und DVD, Moon Star Studio)
- 2009: Ruam Pleng Dee (Album, Warner Music Thailand)
- 2012: Bone in Da House (Album)
- 2012: Like a Rolling Stone (Single)